# Tombe du Druide

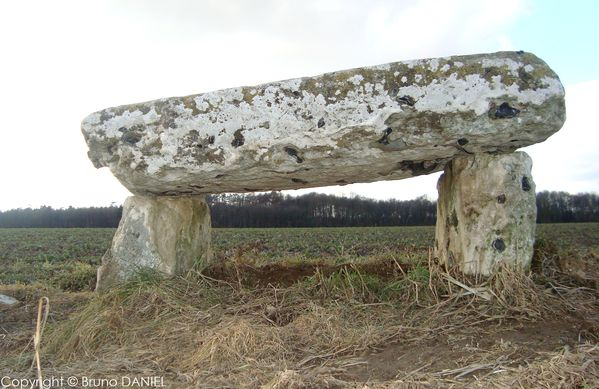
Tombe du Druide

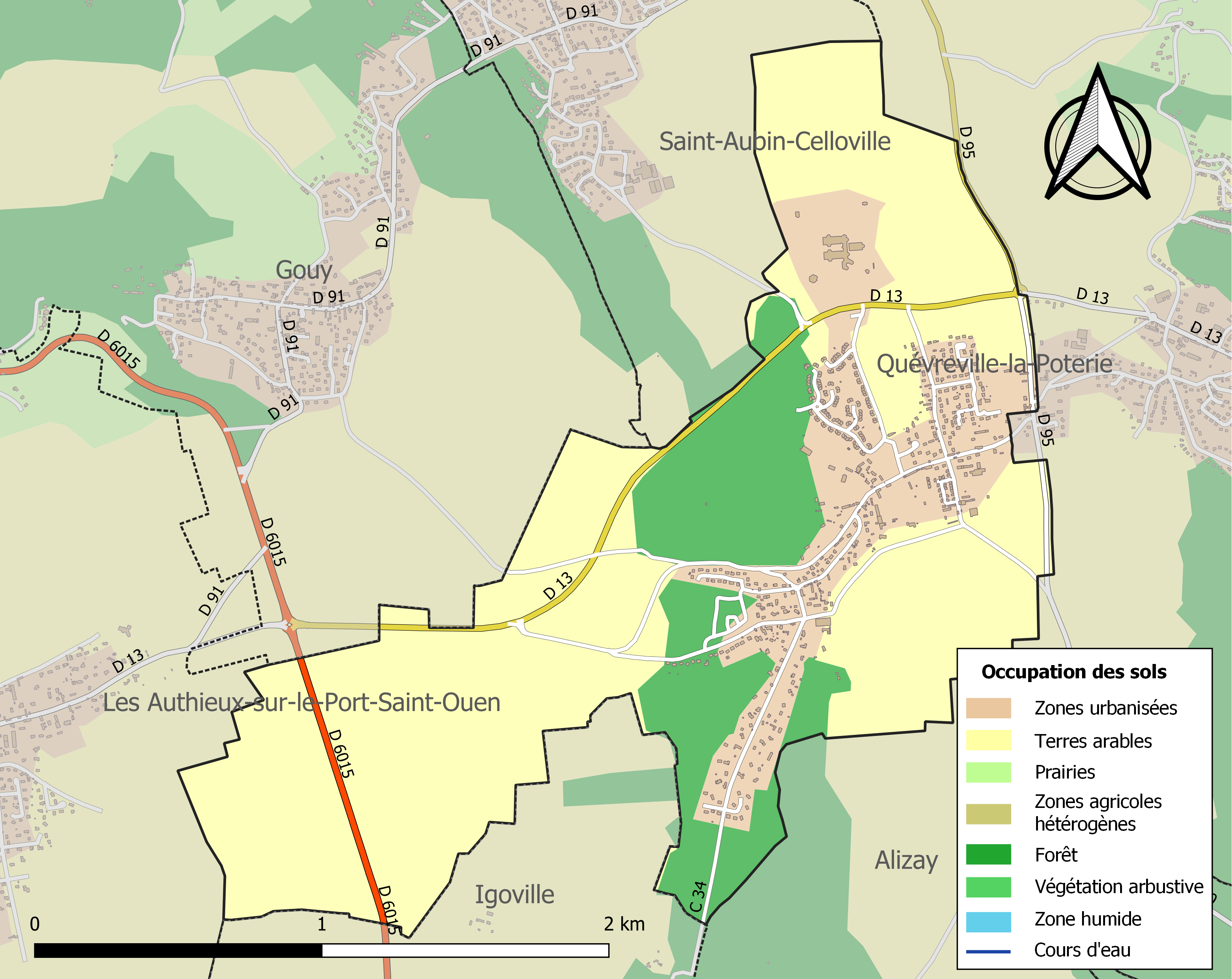
Lage von Ymare

Der Dolmen Tombe du Druide (auch Boos Dolmen oder Dolmen von Ymare genannt) liegt südlich von Rouen in einem Feld unmittelbar an der Gemeindegrenze zwischen Ymare und Alizay im Département Seine-Maritime in der Normandie in Frankreich. Dolmen ist in Frankreich der Oberbegriff für neolithische Megalithanlagen aller Art (siehe: Französische Nomenklatur).
Der nur rudimentär erhaltene einfache Dolmen (französisch Dolmen simple), bestehend aus drei Steinen, hat noch die Form eines Steintisches, dessen exakt rechteckige, quaderförmige Deckenplatte auf zwei Tragsteinen ruht.
Der Dolmen ist ein christianisiertes Megalithmonument. In seine Deckenplatte von 1,35 × 0,8 m ist ein Kreuz (50 cm × 40 cm) im linken Teil graviert. Er wird auch „Croix de Rouville“ genannt und in Wallfahrten einbezogen, um verschiedene Heilungen zu erhalten.
Etwa 4,0 km entfernt liegt die Grotte de Gouy (auch Grotte du Cheval) im Tal der Seine im Gemeindegebiet von Gouy.